# オパーリンメダル
オパーリンメダル(Oparin Medal)は、生命の起源に関する研究に功績があった者に対し、国際生命の起源学会(ISSOL)から与えられる賞である。生命の起源に関する研究のパイオニアの1人であるアレクサンドル・オパーリンの名前を冠している。1993年、学会は、宇宙化学の提唱者の1人であるハロルド・ユーリーを記念して、賞の名前をオパーリン/ユーリーメダルと改めることを決めた。

## 受賞者の一覧
| 年     | 名前                           | メダル     |
| ------ | ------------------------------ | ---------- |
| 1980年 | シリル・ポナムペルマ           | オパーリン |
| 1983年 | スタンリー・ミラー             | オパーリン |
| 1986年 | ジュアン・ウロー               | オパーリン |
| 1989年 | ウィリアム・ショップ           | オパーリン |
| 1993年 | レスリー・オーゲル             | ユーリー   |
| 1996年 | ジェームズ・フェリス           | オパーリン |
| 1999年 | アラン・シュワルツ             | ユーリー   |
| 2002年 | アルバート・エッシェンモーザー | オパーリン |
| 2005年 | ジェラルド・ジョイス           | ユーリー   |
| 2008年 | ジェームズ・カスティング       | オパーリン |
| 2011年 | ジャック・W・ショスタク        | ユーリー   |
| 2021年 | Donna Blackmond                | オパーリン |
| 2024年 | Steven A. Benner               | ユーリー   |